# 爪皇凌雨
爪皇凌雨（英語：Vengeance of Rain，來港前稱Subscribe，2000年9月21日－2011年10月25日），是一匹曾在澳洲和香港出賽的賽駒，來港後練馬師是霍利時，為2004/2005馬季最佳中距離馬和最佳長途馬、2005/2006馬季最佳中距離馬、2006/2007馬季最受公眾歡迎馬匹、最佳長途馬和香港馬王，以及2007/2008馬季終身成就獎得主。「爪皇凌雨」於2005年成為世界錦標巡迴賽冠軍，所以有「世界馬王」的稱譽。競賽生涯中三勝國際一級賽。

## 競賽生涯

### 來港前
2003年初，爪皇凌雨在澳洲參加3場2歲馬比賽，在其中一場表列賽勝出，另外牠參與一場2歲馬一級賽維多利亞賽馬會種馬錦標，跑回一席第五，該場冠軍為 Winestock。

### 2003/2004年馬季
前馬主Lloyd Williams將馬匹賣給周南後，開始在香港作賽。2004年5月1日，爪皇凌雨在港初次出賽，出戰第二班1200米，只能取得第十。5月26日轉戰第二班1400米，取得一席第三。6月20日更增程至1600米，以第二名過終點。

### 2004/2005年馬季
爪皇凌雨在這個馬季表現開始突出，先在2004年9月11日的一場第二班1600米取得一席第三，然後在2005年1月16日取得在香港第一場的頭馬（第一班1600米），更於1月30日攻下香港三級賽百週年紀念銀瓶（2000米）。3月13日出戰Mercedes-Benz香港打吡大賽，沿途居中，最後200米帶出，以超過兩個馬位抛離其他對手奪冠。3月18日馬主周南因心臟病發作而逝世，因此馬匹的馬主以「周漢文與周南遺產執行人」名義取代。4月24日，爪皇凌雨在愛彼錶女皇盃力拒南非代表格雷客棧奪冠。5月29日香港冠軍暨遮打盃，擊敗了長途良駒自由行。在這個馬季中，6戰取得5冠1季，成績相當良好。

### 2005/2006年馬季
自2005/2006馬季起，此駒主要由杜鵬志策騎。在10月1日和10月16日，爪皇凌雨出戰滙豐卓越理財國慶盃（1400米）和沙田錦標（1600米），兩仗皆在被受追捧下三甲不入，11月13日出戰2000米的香港盃預賽，以短馬頭位擊敗綠色駿馬。2005年12月11日，在世界錦標巡迴賽最後一站，香港國際賽事中的香港盃擊退了法國代表自豪，並以總分24分成為世界錦標巡迴賽冠軍。
但在香港盃勝出後，當練馬師準備讓牠出戰董事盃的時候，在試閘中被發現心律不正，故此練馬師和馬主決定安排牠放草半年，該馬季沒有再出賽。

### 2006/2007年馬季
2006/2007馬季第一場比賽卻安排跑短途比賽滙豐卓越理財碗，在不受追捧下跑第十而回。11月19日出戰香港一哩錦標預賽，以第五名過終點。2006年12月10日，出戰香港盃，不過卻被自豪及賞月追過，以季軍過終點。1月28日出戰董事盃跑第五以及在香港金盃以一個頸位壓倒爆冷。接著爪皇凌雨首次海外遠征，出戰杜拜司馬經典賽，爪皇凌雨在直路開始帶出，擊敗了南非代表西方啟示及英國代表躍升，為香港馬匹贏得首個外地2000米以上一級賽錦標，更打破精英大師所保持的香港馬匹累積獎金最高紀錄（現被爆冷打破），回港後，馬會舉辦祝捷儀式慶祝。不到一個月，爪皇凌雨出戰4月29日舉行的愛彼錶女皇盃，最終不敵爆冷，是牠首次被爆冷擊敗。當牠在6月3日出戰香港冠軍暨遮打盃再次不敵爆冷後（以3又1/4個馬位擊敗），牠被送往到紐西蘭放草，雖然如此，仍能在香港馬王選舉擊敗爆冷當選。

### 2007/2008年馬季
2007年11月17日，出戰馬會一哩錦標，由於杜鵬志被罰停賽一段時間，有關方面改由薛凱文策騎，雖然1600米不是牠的首本路程，但仍能憑後上取得一席第五。2007年12月9日出戰香港盃，成為比賽中的第三熱門（大熱門是爆冷、次熱門是威滿蹄）。馬匹留守較後位置，轉入最後直路反應甚弱，無力威脅前列馬匹，七匹馬之中以第六名過終點。
爪皇凌雨原定參加1月20日的董事盃，不過在賽前決定放棄參賽，目標將改為2月2日舉行的三級賽百週年紀念銀瓶出戰，比賽中一直留後，在800米開始收慢，情況越來越差，催策下沒有反應，終在最後150米過終點時被騎師拉停，賽後獸醫檢查，發現牠第二次出現心律不正，依例半年內不准出賽。賽後馬主跟練馬師討論後宣佈將牠退役。2月17日在沙田馬場舉行歡送儀式，並將牠送往紐西蘭劍橋牧場渡過晚年。爪皇凌雨在7月1日獲頒發冠軍人馬獎終身成就獎。
2011年10月25日，爪皇凌雨在睡夢中因心臟病發在劍橋牧場逝世，終年11歲。

## 曾勝出的級際賽事

### 2004-2005馬季
- 百週年紀念銀瓶（香港三級賽）
- Mercedes-Benz香港打吡大賽（香港一級賽）
- 愛彼錶女皇盃（國際一級賽）
- 香港冠軍暨遮打盃（香港一級賽）

### 2005-2006馬季
- 香港盃預賽（香港二級賽）
- 香港盃（香港一級賽）

### 2006-2007馬季
- 香港金盃（香港一級賽）
- 杜拜司馬經典賽（國際一級賽）

## 詳細賽績
- 香港：23戰8冠3亞3季
- 澳洲：3戰1冠1季
- 阿聯酋：1戰1冠

| 日期       | 馬場     | 距離   | 級別 | 賽事名稱                | 負重  | 騎師   | 出馬 | 名次 | 時間     | 距離   | 頭馬（二馬） |
| ---------- | -------- | ------ | ---- | ----------------------- | ----- | ------ | ---- | ---- | -------- | ------ | ------------ |
| 15/2/2003  | 費明頓   | 草1100 | L    | Talindert錦標           | 119   | 金仕芬 | 13   | 3    | (1:03.9) | 2      | Rosarino     |
| 1/3/2003   | 考菲爾德 | 草1200 | L    | Veuve Clucquot錦標      | 120.5 | 列高力 | 16   | 1    | 1:09.7   | 1      | (Winestock)  |
| 10/3/2003  | 費明頓   | 草1400 | G1   | 維多利亞賽馬會種馬錦標  | 120.5 | 列高力 | 14   | 5    | (1:22.5) | 3.7    | Winestock    |
| 1/5/2004   | 沙田     | 草1200 |      | 李福深盃（2班）         | 117   | 史科菲 | 14   | 10   | 1:09.6   | 5 1/4  | 贏得精彩     |
| 26/5/2004  | 沙田     | 草1400 |      | 2班讓磅賽               | 121   | 唐士庭 | 14   | 3    | 1:22.1   | 3/4    | 浦東精神     |
| 20/6/2004  | 沙田     | 草1600 |      | 香港馬主協會錦標（1班） | 115   | 史科菲 | 13   | 2    | 1:35.7   | 1 3/4  | 開心精采     |
| 11/9/2004  | 沙田     | 草1600 |      | 2班讓磅賽               | 127   | 韋達   | 13   | 3    | 1:36.7   | 1 1/2  | 莎朗之駒     |
| 16/1/2005  | 沙田     | 草1600 |      | 1班讓磅賽               | 114   | 杜鵬志 | 13   | 1    | 1:35.0   | 1 3/4  | （勁將軍）   |
| 30/1/2005  | 沙田     | 草2000 | HKG3 | 百週年紀念銀瓶          | 118   | 杜鵬志 | 14   | 1    | 2:04.4   | 1 1/4  | （勁歡騰）   |
| 13/3/2005  | 沙田     | 草2000 | HKG1 | 香港打吡大賽            | 126   | 杜鵬志 | 14   | 1    | 2:04.7   | 2 3/4  | （金碧明珠） |
| 24/4/2005  | 沙田     | 草2000 | G1   | 愛彼錶女皇盃            | 126   | 杜鵬志 | 13   | 1    | 2:01.8   | 3/4    | （格雷客棧） |
| 29/5/2005  | 沙田     | 草2400 | HKG1 | 香港冠軍暨遮打盃        | 126   | 杜鵬志 | 9    | 1    | 2:29.9   | 1/2    | （自由行）   |
| 2/10/2005  | 沙田     | 草1400 |      | 國慶盃（精英班）        | 133   | 杜鵬志 | 14   | 8    | 1:22.5   | 4 1/2  | 富盈         |
| 16/10/2005 | 沙田     | 草1600 | HKG3 | 沙田錦標                | 133   | 杜鵬志 | 14   | 5    | 1:34.6   | 2 3/4  | 自由行       |
| 13/11/2005 | 沙田     | 草2000 | HKG2 | 香港盃預賽              | 128   | 杜鵬志 | 8    | 1    | 2:02.7   | 短馬頭 | （綠色駿馬） |
| 11/12/2005 | 沙田     | 草2000 | G1   | 香港盃                  | 126   | 杜鵬志 | 10   | 1    | 2:04.5   | 頸位   | （自豪）     |
| 29/10/2006 | 沙田     | 草1200 | HKG3 | 匯豐卓越理財碗          | 133   | 杜鵬志 | 14   | 10   | 1:08.8   | 5      | 騏綵         |
| 19/11/2006 | 沙田     | 草1600 | HKG2 | 香港一哩錦標預賽        | 128   | 杜鵬志 | 11   | 5    | 1:34.2   | 1 3/4  | 好利威       |
| 10/12/2006 | 沙田     | 草2000 | G1   | 香港盃                  | 126   | 杜鵬志 | 12   | 3    | 2:01.9   | 2      | 自豪         |
| 28/1/2007  | 沙田     | 草1600 | HKG1 | 董事盃                  | 126   | 杜鵬志 | 13   | 5    | 1:34.8   | 4 1/2  | 好利威       |
| 4/3/2007   | 沙田     | 草2000 | HKG1 | 香港金盃                | 126   | 杜鵬志 | 8    | 1    | 2:04.4   | 頸     | （爆冷）     |
| 31/3/2007  | 詩柏     | 草2400 | G1   | 杜拜司馬經典賽          | 56@   | 杜鵬志 | 14   | 1    | 2:31.03  | 1 1/4  | （西方啟示） |
| 29/4/2007  | 沙田     | 草2000 | G1   | 愛彼錶女皇盃            | 126   | 杜鵬志 | 10   | 2    | 2:21.1   | 1 3/4  | 爆冷         |
| 3/6/2007   | 沙田     | 草2400 | HKG1 | 香港冠軍暨遮打盃        | 126   | 杜鵬志 | 7    | 2    | 2:25.1   | 3 1/4  | 爆冷         |
| 17/11/2007 | 沙田     | 草1600 | HKG1 | 香港一哩錦標預賽        | 128   | 薛凱文 | 11   | 5    | 1:33.6   | 2 1/2  | 好爸爸       |
| 19/12/2007 | 沙田     | 草2000 | G1   | 香港盃                  | 126   | 杜鵬志 | 7    | 6    | 2:03.5   | 4 1/4  | 威滿蹄       |
| 2/2/2008   | 沙田     | 草1800 | HKG3 | 百週年紀念銀瓶          | 133   | 杜鵬志 | 9    | 拉停 | 無紀錄   |        | 牛精福星     |

@阿聯酋賽馬會的官方負重單位為公斤。

## 榮譽
- 香港最佳中距離馬（2005年、2006年）
- 香港最佳長途馬（2005年、2007年）
- 香港馬王（2007年）

## 其他
2007年馬會發行了爪皇凌雨特別版八達通卡，價值120元，沒有儲值額。持有此卡的人士，可以在爪皇凌雨出賽日子免費進入馬場。

## 外部連結
- 爪皇凌雨馬會官方網站
- 香港賽馬會賽績資料 （页面存档备份，存于）
- 爪皇凌雨血統資料 （页面存档备份，存于）